# Артемс Руднєвс
Артемс Руднєвс (латис. Artjoms Rudņevs, нар. 13 січня 1988, Даугавпілс) — латвійський футболіст, нападник німецького «Кельна» та національної збірної Латвії.

## Клубна кар'єра
У дорослому футболі дебютував 2006 року виступами за команду клубу «Даугава» (Даугавпілс), в якій провів два сезони, взявши участь у 62 матчах чемпіонату. 
Протягом 2009—2010 років захищав кольори команди угорського клубу «Залаеґерсеґ».
Своєю грою за останню команду привернув увагу представників тренерського штабу клубу «Лех», до складу якого приєднався 2010 року. Відіграв за команду з Познані наступні два сезони своєї ігрової кар'єри. Більшість часу, проведеного у складі «Леха», був основним гравцем атакувальної ланки команди. У складі «Леха» був одним з головних бомбардирів команди, маючи середню результативність на рівні 0,59 голу за гру першості.
У 2012 році уклав контракт з клубом «Гамбург», у складі якого провів наступні два роки своєї кар'єри гравця. Граючи у складі «Гамбурга» також здебільшого виходив на поле в основному складі команди. Відіграв 41 матч в національному чемпіонаті, забивши 12 м'ячів.
У 2014 році захищав кольори команди клубу «Ганновер 96», граючи на правах оренди.
До складу «Гамбурга» повернувся 2014 року.
15 червня 2016 року на правах вільного агента перейшов до німецького «Кельну».
29 вересня 2017 року клуб розірвав контракт з Руднєвсем, після чого футболіст оголосив про завершення кар'єри.

## Виступи за збірні
Протягом 2006–2007 років залучався до складу молодіжної збірної Латвії. На молодіжному рівні зіграв у 9 офіційних матчах, забив 3 голи.
У 2008 році дебютував в офіційних матчах у складі національної збірної Латвії. Наразі провів у формі головної команди країни 36 матчів, забивши 2 голи.

## Досягнення
- Володар Кубка Латвії (1):

«Даугава» (Даугавпілс): 2008
- Найкращий бомбардир Чемпіонату Польщі (1):

Лех (Познань): 2011-12